# Por qué se pelearon los dos Ivanes
Por qué se pelearon los dos Ivanes (en ruso: Повесть о том, как поссорился Иван Иванович с Иваном Никифоровичем) es una novela corta del escritor ruso Nikolái Gógol, publicada en 1832.
En marzo de 2002, BBC Radio 4 emitió la serie cómica Three Ivans, Two Aunts and an Overcoat, adaptación de la novela corta "The Two Ivans", protagonizada por Griff Rhys Jones y Stephen Moore.

## Historia
La novela, publicada en 1832 en un almanach editado por el librero Smirdine, es retomada luego en 1835 en el segundo volumen de Mírgorod.

## Resumen
Esta novela corta evoca la divertida disputa de dos campesinos ucranianos, Ivan Ivanovich e Ivan Nikiforovich. Ambos viven en una pequeña ciudad de provincia y pronto van a rivalizar por una minucia. La novela anuncia ya las Almas muertas, la obra maestra de Gogol.